# 6984 Lewiscarroll
6984 Lewiscarroll è un asteroide della fascia principale del diametro medio di circa 45 km. Scoperto nel 1994, presenta un'orbita caratterizzata da un semiasse maggiore pari a 3,9739559 au e da un'eccentricità di 0,1868747, inclinata di 16,79474° rispetto all'eclittica.
L'asteroide è dedicato allo scrittore britannico Lewis Carroll.